# Барахоево
Барахоево — село в Красночикойском районе Забайкальского края России. Входит в состав сельского поселения «Коротковское».

## География
Село находится в северной части района, на правом берегу реки Чикой, на расстоянии примерно 7 километров (по прямой) к северо-востоку от села Красный Чикой. Абсолютная высота — 774 метра над уровнем моря.
Климат
Климат характеризуется как резко континентальный. Средняя температура самого тёплого месяца (июля) составляет 14 — 16 °С (абсолютный максимум — 36 °С). Средняя температура самого холодного месяца (января) — −22 — −26 °С (абсолютный минимум — −53 °С). Годовое количество осадков — 350—500 мм.
Часовой пояс
Село Барахоево находится в часовой зоне МСК+6. Смещение применяемого времени относительно UTC составляет +9:00.

## История
Основано в 1722 году.

## Население
| 1926 | 2002 | 2010 | 2021 |
| ---- | ---- | ---- | ---- |
| 1496 | ↘617 | ↘554 | ↘513 |

Половой состав
По данным Всероссийской переписи населения 2010 года в гендерной структуре населения мужчины составляли 50,9 %, женщины — соответственно 49,1 %.
Национальный состав
Согласно результатам переписи 2002 года, в национальной структуре населения русские составляли 100 % из 617 чел.

## Инфраструктура
В селе функционируют участковая больница, сельский клуб, библиотека, фельдшерско-акушерский пункт и отделение связи.

## Улицы
Уличная сеть села состоит из трёх улиц.